# Full Circle (album de The Doors)
Full Circle este al doilea album lansat de The Doors după moartea lui Jim Morrison, și de asemenea ultimul album înainte de despărțirea formației. Albumul include melodia "The Mosquito", ultimul hit single al grupului. Claviaturistul Ray Manzarek și chitaristul Robby Krieger au preluat rolul de vocaliști în locul lui Morrison. De asemenea spre deosebire de primele lor albume, pe Full Circle au fost folosiți basiști adiționali pe fiecare piesă.

## Tracklist
1. "Get Up and Dance" (Krieger, Manzarek) (2:25)
2. "4 Billion Souls" (Krieger) (3:18)
3. "Verdilac" (Krieger, Manzarek) (5:40)
4. "Hardwood Floor" (Krieger) (3:38)
5. "Good Rockin" (Roy Brown) (4:22)
6. "The Mosquito" (Densmore, Krieger, Manzarek) (5:16)
7. "The Piano Bird" (Conrad, Densmore) (5:50)
8. "It Slipped My Mind" (Krieger) (3:11)
9. "The Peking King and The New York Queen" (Manzarek) (6:25)

## Single-uri
- "The Mosquito" (1972)

## Componență
- John Densmore- baterie
- Robby Krieger- chitară, voce, muzicuță
- Ray Manzarek- claviaturi, voce, claviaturi bas